# Rudolf Kurt Leberecht von Loeben
Freiherr Rudolf Kurt Leberecht von Loeben (* 1690; † 22. November 1746 in Habelschwerdt) war ein königlich-preußischer Generalmajor, Chef des Garnisons-Regiments Nr. 8 sowie Erbherr auf Falkenberg, Matzdorf und Schildkow.
Seine Eltern waren der preußische Generalleutnant Kurt Hildebrand von Loeben und dessen erste Ehefrau Dorothea Juliane von Krosigk († 20. April 1711), eine Tochter von Ludolf Lorenz von Krosigk.
Er trat 1712 in preußische Dienste, wurde am 16. August 1717 Fähnrich und 1720 Leutnant. Am 13. Juni 1723 wurde er Hauptmann im Infanterie-Regiment Nr. 25 (Rutowski). Am 3. Mai 1730 wurde er Major, 1738 Oberstleutnant und am 25. Mai 1743 Oberst. Im November 1745 wurde er zum Generalmajor befördert und erhielt das Garnisons-Regiment Nr. 8. Er starb 1746 in Habelschwerdt.
Er war mit Sophia Frederike von Arnim, Tochter des Generalfeldmarschalls Georg Abraham von Arnim, verheiratet.